# Eigengut-Schimke
Eigengut-Schimke (auch Schimke-Gut, Schimke-Weiler und Chutor Schimke) war eine weilerartige Siedlung in Bessarabien, die von Bessarabiendeutschen bewohnt wurde. Das heute nicht mehr existente Gut lag südwestlich von Karnalijiwka, im heute ukrainischen Rajon Bilhorod-Dnistrowskyj.

## Geschichte
Die Gründung des Ortes geht auf Gottlieb Schimke (1844–1909) zurück, der in Paris einen Hof bewirtschaftete und dort auch Oberschulz war. Schimke brachte es vor allem mit Viehhandel nach dem nahen Odessa zu großem Wohlstand. 1894 erwarb er 500 Dessjatinen (546,25 Hektar) Steppenland zwischen Bairamtscha und Manasche, durch dessen nordwestliche Ecke die wichtige Poststraße von Sarata nach Akkerman führte. Nachdem dort ein Brunnen zur Wasserversorgung gegraben worden war, ließ er 1895 eine Hofanlage mit Wohnhaus und Wirtschaftsgebäuden für sich errichten. 1896/97 kamen weitere vier Höfe hinzu, nach 1900 nochmals eine Hofanlage. Die Höfe waren im Besitz von Gründer Schimke oder dessen Söhnen und Schwiegersöhnen. Im Dorf, das 1940 rund 60 Einwohner zählte, bestanden außerdem ein großer Obstgarten sowie ein für Schul- und Gottesdienstzwecke genutztes Gebäude, 1907 kam ein eigenes Bethaus mit Küsterwohnung hinzu.
Als Folge des Hitler-Stalin-Paktes besetzte die Rote Armee Ende Juni 1940 Bessarabien. Nach dem Zustandekommen eines Umsiedlungsvertrages zwischen der Sowjetunion und dem Deutschen Reich im September 1940 bekamen die Bewohner die Möglichkeit zur Umsiedlung auf freiwilliger Basis. Davon machten wahrscheinlich alle berechtigten Personen Gebrauch, vor allem aus Furcht vor der ungewissen Zukunft im Sowjetsystem. Über die weitere Entwicklung der Siedlung ist nichts näheres bekannt.